# Björn Brusewitz
Björn Kristian Brusewitz, född 10 september 1948 i Ljungby, är en svensk målare och grafiker. 
Han studerade konst vid Gerlesborgsskolan i Stockholm 1969–1971,  och fortsatte därefter vid Konsthögskolan i Stockholm med måleri 1971–1975 och grafik 1975–1976.
Brusewitz hade sin första separata utställning på Galleri Glemminge i Skåne 1969. Han har deltagit i en rad grupputställningar bland annat på Västerbottens museum, Ystads konstmuseum, Grafiska sällskapet i Stockholm, Västerås konstmuseum, Liljevalchs konsthall i Stockholm, Göteborgs konsthall, Arvika Konsthall, Lidköpings konsthall, Sundsvalls museum m fl.

## Representerad
- British Museum
- Nationalmuseum[1]
- Moderna Museet[2]
- Göteborgs konstmuseum
- Borås konstmuseum
- Malmö museum
- Ystads konstmuseum
- Skissernas museum i Lund.
- Kalmar Konstmuseum[3]
- Örebro läns museum[4]
- Postmuseum[5]
- Örebro läns landsting[6]
- Västerås konstmuseum[7]